# Sukhoi Su-57
O Sukhoi Su-57 (em russo:  Сухой Су-57; Designações da OTAN: Felon) é um caça bimotor stealth multiúso desenvolvido pela empresa russa Sukhoi. É um produto do programa PAK FA (em russo:  ПАК ФА, em russo:  Перспективный авиационный комплекс фронтовой авиации, transl. Perspektivnyy Aviatsionnyy Kompleks Frontovoy Aviatsii), que foi iniciado em 1999 como uma alternativa mais moderna e acessível ao projeto MFI (Mikoyan 1.44/1.42). A designação interna da Sukhoi para a aeronave é T-50. O Su-57 é a primeira aeronave no serviço militar russo projetada com tecnologia furtiva e destina-se a ser a base para uma família de aeronaves de combate furtivas.
Um caça multifuncional capaz de combate aéreo, bem como ataque terrestre e marítimo, o Su-57 incorpora furtividade, supermanobrabilidade, supercruzeiro, aviônicos integrados e substancial capacidade de carga útil interna. Esta aeronave deverá substituir o MiG-29 e o Su-27 no serviço militar russo e também poderá ser comercializado para exportação. O primeiro protótipo de aeronave voou em 2010, mas o programa passaria por um desenvolvimento prolongado devido a vários problemas estruturais e técnicos que surgiram durante os testes, incluindo a destruição da primeira aeronave de produção em um acidente antes de sua entrega. Após repetidos atrasos, o primeiro Su-57 entrou em serviço com as Forças Aeroespaciais da Rússia (VKS) em dezembro de 2020. Espera-se que o caça tenha uma vida útil de até 35 anos.

## Características gerais (estimativa)
- Tripulação: 1 piloto
- Comprimento: 27,0 m (72 pés 2 pol)
- Envergadura: 14,2 m (46 pés 7 pol)
- Altura: 6,05 m (19 pés 10 pol)
- Área da asa: 78,8 m² (848 pés²)

Diagrama

- Peso vazio: 18.500 quilogramas (40.786 libras)
- Peso carregado: 34.000 quilogramas (57.320 libras)
- Carga útil: 9.500 quilogramas (20.535 libras)
- Peso de decolagem máximo: 37.000 quilogramas (81.571 libras)
- Motores: 2× Saturn-Lyulka AL-41F turbofan para os protótipos e produção inicial; Izdeliye 30 para produção do aparelho final.
- Empuxo seco: 9.493 kgf / 93,1 kN - 10.911 kgf / 107 kN cada um.
- Empuxo com pós-combustão: 14.500 kgf / 143 kN - 17.947 kgf / 176 kN cada um.

## Desempenho
- Velocidade máxima: Mach 2,60 na altura (2.600 km/h)
- limites de carga G: +10 a +11 pés/s² de m/s² de g (+98,1 a +107,9, +321,7 a +353,9)
- Velocidade do cruzeiro: 1.700 km/h
- Alcance: 4.000 a 5.500 quilômetros (2.485 a 3.418 milhas)
- Teto de serviço: 20.000 m (65.617 pés)
- Taxa da subida: 350 m/s (68.898 pés/min)
- Carregamento da asa: 470 kg/m² (96,3 libra/pés²)
- Empuxo/peso: 0,84 (sem pós combustão)
- Empuxo/peso mínimo com pós combustão: 1,19
- Exigência do comprimento da pista de decolagem: 350 m (1.148 pés)
- Resistência: 3,3 horas (198 min)

## Armamento

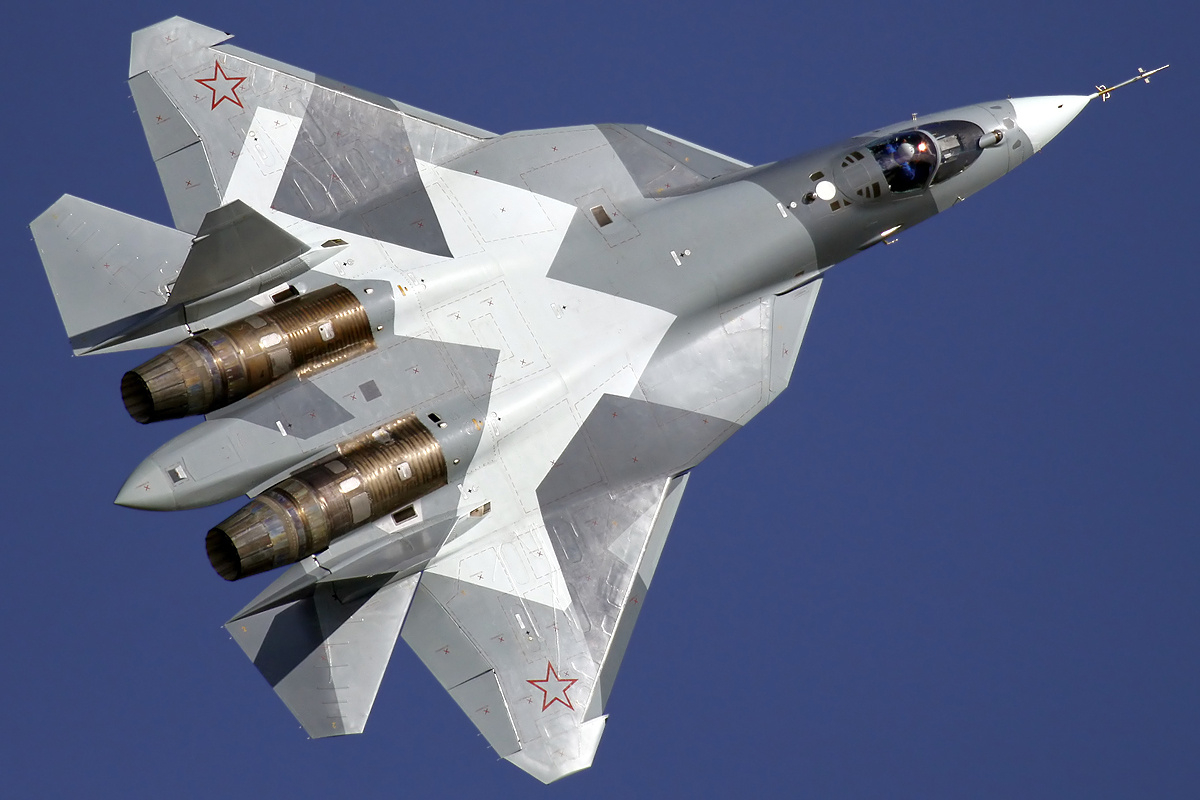
Um Sukhoi T-50 em 2011.

- 1 canhão interno de 30 milímetros (provavelmente um GSh-30-1) e quatro pontos duros em baías internas centrais, sendo dois lado a lado na frente, e mais dois lado a lado mais atrás.

## Aviônicos
- Radar: N050(?)BRLSAESA/ PESA (realce de IRBIS-E) em SU-35
- Freqüência: 3 milímetros (0.118 pol)
- Diâmetro: 0.7 m (2 pés 4 pol)
- Alvos: 32 seguidos, 8 acoplados
- Escala: 400 quilômetros (248 milhas)
- Epr: 3 m² (32.3 ft²) em 160 quilômetros (99.4 milhas)
- RCS: 0,01 m² em 90 quilômetros (55 milhas)
- Azimute: +/−70°, +90/−50°
- Potência: 5.300 W
- Peso: 65 a 80 quilogramas (143 a 176 libras)

## Guerra da Ucrânia
Em junho de 2022 foi noticiado que a Rússia teria feito uso de caças Su-57 contra alvos de defesa antiaérea na Ucrânia. Foi supostamente empregado com êxito uma esquadrilha composta por pelo menos quatro caças Su-57, interligados a uma rede de informações unificada. O emprego destes caças teria como objetivo a destruição de infraestrutura de defesa antiaérea em território ucraniano.
Em 19 de outubro de 2022, o general Sergey Surovikin, comandante de todas as Forças Armadas Russas na Ucrânia, afirmou que o Su-57 foi usado tanto em funções de combate ar-ar quanto ar-solo durante a guerra na Ucrânia e que marcou vitórias em ambas as funções. Posteriormente, algumas fontes russas afirmaram que um Su-57 abateu um Su-27 ucraniano com um míssil R-37. No entanto, nenhuma evidência para essas alegações surgiu. Ainda não existem muitos caças Su-57 em operação e seu custo de fabricação e de operação tornaria a aeronave inviável no curto prazo para uso extensivo, segundo algumas autoridades ocidentais. Em 2022, os russos teriam apenas três destas aeronaves no seu serviço ativo.
Em 18 de fevereiro de 2024, um Su-57, escoltado por dois caças Su-35, lançou um ataque com mísseis contra alvos ucranianos usando um míssil de cruzeiro furtivo Kh-69. A aeronave operou acima do Oblast de Luhansk. Em maio, fontes ucranianas relataram que a Rússia intensificou o uso de caças Su-57 para atacar alvos na Ucrânia. Os ataques aéreos teriam sido realizados a partir do espaço aéreo dos oblasts de Kursk, Bryansk e ainda sobre a Luhansk ocupada, utilizando os mais recentes mísseis de cruzeiro Kh-69.
Em 9 de junho de 2024, a Diretoria Principal de Inteligência ucraniana alegou ter danificado ou destruído dois caças russos Su-57, usando drones durante um ataque à base aérea de Akhtubinsk, no Oblast de Astrakhan. Vários canais do Telegram afiliados aos militares russos confirmaram o ataque e que pelo menos um Su-57 foi danificado por estilhaços, ao mesmo tempo que criticaram a falta de cabides de proteção para a aeronave.

## Operadores
Lista de países que operaram ou assinaram contrato de compra do Sukhoi Su-57.
- Rússia - foi realizado um pedido de 76 caças.[28][29] De acordo com o fabricante United Aircraft Corporation, cerca de 10 foram entregues em dezembro de 2022.[2][30]
- Argélia - 14 aeronaves.[31]

## Brasil no projeto PAK-FA T-50

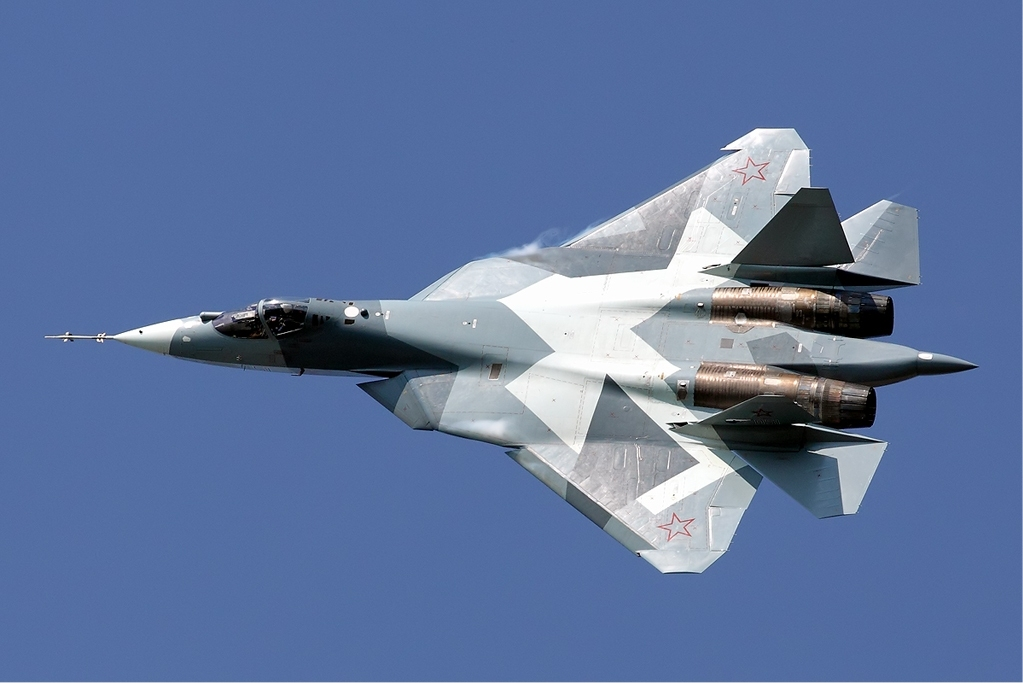
Sukhoi T-50

Algumas notícias vinculadas na internet deram a entender que o Governo brasileiro haveria assinado com a Rússia um acordo para a construção conjunta de uma aeronave de combate de 5ª geração, que deveria ser desenvolvida pelas empresas Sukhoi russa, Hindustan Aeronautics Limited indiana e Embraer brasileira. O acordo também previa que as empresas brasileiras Embraer e a Avibras seriam as responsáveis pela montagem dos caças no Brasil.
A viagem do presidente russo Dmitri Medvedev ao Brasil em 25 de novembro de 2008 não resultou na assinatura de nenhum acordo relacionado ao projeto. O Comandante da Força Aérea brasileira, Juniti Saito, justificou: "Não quero denegrir a imagem do Sukhoi, mas o projeto não se encaixou nas nossas necessidades." A Força Aérea brasileira alegou que a exclusão dos aviões da Sukhoi ocorreram pela falta de comprometimento em repassar tecnologia. Contudo, o Itamaraty e fontes russas alegaram o contrário, que a venda dos aviões Su-35 para o Projeto FX-2 não só resultaria na transferência de tecnologia, como também incluiria o Brasil no desenvolvimento do projeto PAK-FA.
Em outubro de 2013, uma delegação russa voltou ao Brasil para tentar fechar um acordo para retomar o projeto do PAK-FA no Brasil nos moldes antigos. Aparentemente isso foi motivado pela aproximação do Brasil com as empresas bélicas da Rússia, e o recente escândalo de espionagem de empresas brasileiras pelos norte-americanos. Fontes asseguram que, como não mais se poderia alterar a licitação de caças FX-2, que concluiu pela vitória do caça Saab JAS 39 Gripen NG, não seria retomado tal acordo com os russos sobre o T-50.